# Bochil
Bochil é um município do estado do Chiapas, no México. A população do município calculada no censo 2005 era de 26.446 habitantes.